# Rosa 'Evelyn'
'Evelyn' ('AUSsaucer' es el nombre de la obtención registrada) es un cultivar de rosa que fue conseguido en Reino Unido en 1991 por el rosalista británico David Austin.

## Descripción
'Evelyn' es una rosa moderna cultivar del grupo «English Rose Collection».
El cultivar procede del cruce de 'Graham Thomas' ® x 'Tamora' (arbusto, David Austin, 1983).
Las formas arbustivas del cultivar tienen porte erguido aunque puede ser conformado como trepador y alcanza unos 105 a 150 cm de alto con 75 a 120 cm de ancho. Las hojas son de color verde oscuro brillante, follaje de aspecto coriáceo.
Sus delicadas flores son de color albaricoque o mezcla de albaricoques. Fragancia fuerte. 80 a 100 pétalos. El diámetro medio de 3". Tamaño de flor mediano, muy completo (41 + pétalos), la flor sobre todo solitaria, en pequeños grupos, en forma de copa a plana, forma de floración es roseta.
Florece en oleadas a lo largo de la temporada. Primavera o verano son las épocas de máxima floración, si se le hacen podas más tarde tiene después floraciones dispersas.

## Origen
El cultivar fue desarrollado en Reino Unido por el prolífico rosalista británico David Austin en 1991. 'Evelyn' es una rosa híbrida con ascendentes parentales de 'Graham Thomas' ® x 'Tamora' (arbusto, David Austin, 1983).
La obtención fue registrada bajo el nombre cultivar de 'AUSsaucer' por David Austin en 1991 y se le dio el nombre comercial de exhibición 'Evelyn' ®.
También se le reconoce por los sinónimos de 'AUSsaucer' y ' Apricot Parfait'.
- Introducida en el Reino Unido por David Austin Roses Limited (UK) en 1991 como 'Evelyn'.
- La rosa 'Evelyn' fue introducida en la Unión Europea con la patente "European Union - Patent No: 327  on  2 Aug 1996/Application No: 19950457  on  24 Jul 1995".[1]
- La rosa 'Evelyn' fue introducida en Estados Unidos con la patente "United States - Patent No: PP 8,680  on  12 Apr 1994/Application No: 07/954,962  on  30 Sep 1992".[1]
- La rosa 'Evelyn' fue introducida en Australia con la patente "Australia - Application No: 1995/148  on  1995".[1]
- La rosa 'Evelyn' fue introducida en Nueva Zelanda con la patente "New Zealand - Patent No: 957  on  19 May 1995".[1]

## Cultivo
Aunque las plantas están generalmente libres de enfermedades, es posible que sufran de punto negro en climas más húmedos o en situaciones donde la circulación de aire es limitada. Se desarrollan mejor a pleno sol. En América del Norte son capaces de ser cultivadas en USDA Hardiness Zones 5b a 10b. La resistencia y la popularidad de la variedad han visto generalizado su uso en cultivos en todo el mundo.
Puede ser utilizado para las flores cortadas, jardín o portador guía. Vigorosa. En la poda de Primavera es conveniente retirar las cañas viejas y madera muerta o enferma y recortar cañas que se cruzan. En climas más cálidos, recortar las cañas que quedan en alrededor de un tercio. En las zonas más frías, probablemente hay que podar un poco más que eso. Requiere protección contra la congelación de las heladas invernales.